# Кротоны (Доктор Кто)
Кротоны (англ. The Krotons) — четвёртая серия шестого сезона британского научно-фантастического телесериала «Доктор Кто», состоящая из четырёх эпизодов, которые были показаны в период с 28 декабря 1968 года по 18 января 1969 года. Серия полностью сохранилась в архивах Би-би-си.

## Сюжет
На безымянной планете раса Гондов подчиняется таинственным Кротонам, не показывающимся никому существам, которые забирают самых умных себе как «компаньонов». Тара, сын лидера Гондов Селриса, единственный, кому не нравится эта практика: никого из тех, кто стал компаньоном, больше никогда не видели. Доктор, Джейми и Зои прибывают, становятся свидетелями смерти одного из таких компаньонов, Абу, которого растворяют струи дыма из сопел в проёме двери, и спасают Вану, ещё одну избранную, доказывая Селрису и Гондам вредное влияние Кротонов на их общество. В знаниях, данных Гондам Кротонами, находятся большие пробелы, особенно в химии. Ситуация сохраняется такой в течение многих лет с тех пор, как Кротоны прибыли на своём корабле, распылив яд, отравивший земли за городом Гондов и убивший многих. Теперь эти земли называются Пустошью.
Тара использует ситуацию для поднятия восстания и атакует обучающие машины Кротонов в Зале Знаний. Появляется кристаллическая сфера, защищает машины и требует, чтобы Гонды прекратили восстание. Зои использует машину, и её выбирают компаньонкой. Доктор выбирает то же самое, и их обоих призывают в Динотроп, корабль Кротонов, где они подвергаются ментальной атаке. Зои догадывается, что Кротоны нашли способ преобразования силы мысли в чистую энергию, а Доктор берёт химические образцы с корабля. Включается создание двух новых Кротонов в химических ваннах в Динотропе. Новые Кротоны ловят Джейми, но на самом деле они ищут Доктора и Зои, «высшие разумы», которые покинули корабль. Это даёт Джейми время сбежать.
Илек и Аксус, два советника, ранее лояльные к Кротонам, которые призывали к открытой войне, захватывают власть в сообществе Гондов. Более старший по иерархии Селрис смещён, но предупреждает, что открытая атака только повредит людям. Вместо этого он решает атаковать машину снизу, дестабилизируя основание в пещере под ней. Илек арестовывает Селриса и договаривается с Кротонами, что те улетят в обмен на выдачу «высших разумов», которые помогут пилотировать и снабжать энергией корабль. Зои и Доктора заталкивают в Динотроп, Селрис вбегает за ними, передаёт им фиал с кислотой, и его убивают. Доктор заливает фиал в ванну Кротонов, а Джейми и учёный Бета снаружи обливают корабль серной кислотой. Это уничтожает теллурообразованных Кротонов и их корабль. Динотроп уничтожен, Гонды свободны и выбирают Тару лидером вместо трусливого и амбициозного Илека. Доктор, Джейми и Зои тихо улетают.

## Трансляции и отзывы
| Эпизод            | Дата показа     | Продолжительность | Телезрители (в миллионах) | Archive     |
| ----------------- | --------------- | ----------------- | ------------------------- | ----------- |
| «Эпизод 1»        | 28 декабря 1968 | 23:00             | 9                         | 16/35mm t/r |
| «Эпизод 2»        | 4 января 1969   | 23:03             | 8,4                       | 16mm t/r    |
| «Эпизод 3»        | 11 января 1969  | 21:47             | 7,5                       | 16mm t/r    |
| «Эпизод 4»        | 18 января 1969  | 22:39             | 7,1                       | 16mm t/r    |
| [ 1 ] [ 2 ] [ 3 ] |                 |                   |                           |             |